# Кубок Ватикана по футболу
Кубок Серджио Вальчи (итал. Coppa Sergio Valci) — второй по важности национальный футбольный турнир в Ватикане после чемпионата, регулярно разыгрываемый с 1985 года.

## История турнира
Кубок был учрежден в 1985 году под названием Coppa ACDV, своё текущее наименование соревнование носит с 1994 года в честь экс -   президента Футбольной ассоциации страны Серджио Вальчи.  Начиная с 2007 года команда -  победитель Кубка Ватикана имеет право сыграть в матче за Суперкубок с победителем чемпионата страны.